# Ludicorp
Ludicorp a fost o companie, cu sediul în Vancouver, British Columbia, Canada, care a creat Flickr și Game Neverending. A fost fondată în 2002 de Stewart Butterfield, Caterina Fake și Jason Classon și a fost cumpărată de Yahoo! la 20 martie 2005. 
|             |                                                      |
| Tip         | Privat                                               |
| Industrie   | Dezvoltare de software                               |
| Fondat      | 2002                                                 |
| Fondator    | Stewart Butterfield , Caterina Fake și Jason Classon |
| Sediu       | Vancouver, Columbia Britanică , Canada               |
| Site-ul web | www.ludicorp.com                                     |

## Structura Ludicorp

### Echipă
Echipa lor a fost formată din:
- Stewart Butterfield , președinte
- Jason Classon, șeful operațiunilor
- Eric Costello, responsabil pentru dezvoltarea clienților
- Caterina Fake , VP Marketing și Comunitate
- Craig Johannsen, director de dezvoltare server
- Cal Henderson , responsabil de dezvoltare web
- Paul Lloyd, Dezvoltator
- George Oates , producător
- Ben Cerveny , designer de jocuri și consilier

### Consiliu consultativ
- Cory Doctorow
- Andrew Zolli
- Clay Shirky

## Fondatori

### fundal
Stewart Butterfield, unul dintre fondatorii Ludicorp, a obținut o diplomă de licență în filozofie în 1996 de la Universitatea Victoria, apoi a obținut un master în filozofie de la Universitatea din Cambridge la scurt timp după. De asemenea, a obținut un master în istorie de la Universitatea din Cambridge. Butterfield spune că alegerea sa în grad, deși neobișnuită pentru un CEO STEM, l-a avantajat în management și conducerea afacerilor. După aceasta, el a devenit parte din afacerea inițiată de Jason Classon, Gradfinder.com, pe care aveau să o vândă. 
Caterina Fake și Stewart Butterfield s-au cunoscut ca designeri web care locuiesc în San Francisco și, respectiv, Vancouver, când s-au cunoscut. Fake s-a mutat la Vancouver și cei doi s-au căsătorit, începând Ludicorp cu Classon, imediat după luna de miere. Fake spune că inspirația pentru numele Ludicorp a venit din cuvântul latin ludus, care înseamnă joacă, deoarece lucrează la un joc online, Game Neverending. 

### Operațiuni timpurii
La scurt timp după înființarea Ludicorp, Butterfield, Classon și Fake au început să lucreze la Game Neverending. Potrivit lui Fake, „[Ea] a făcut designul jocului, Stewart a făcut designul interacțiunii și Jason a făcut PHP pentru prototip.”  În timpul în care dezvoltau Game Neverending, Ludicorp a reușit să obțină un împrumut guvernamental și a început să scadă chiar la scurt timp mai târziu.  Fake a exprimat cum strângerea de fonduri pentru Flickr a fost totuși dificilă, deoarece era un concept nou, inclusiv multe funcții noi pe noua piață a rețelelor sociale.